# Fnatic
FNATIC，簡稱FNC，是一家總部位於英國倫敦的職業電子競技公司，創辦人为薩繆爾·馬修斯（Samuel Mathews）。Fnatic在2004年7月23日成立，最著名的是獲得高度成功的射擊遊戲絕對武力團隊。在電競歷史裡面，Fnatic所擁有的絕對武力戰隊是這款遊戲裡經營最成功的戰隊之一，同時也作為G7團隊的創始隊員中的一支。在2012年，他們獲得RC語音的贊助並且冠其名為FnaticRaidCall。
在這之前，微星科技同時是他們的主要贊助商，並且給予他們最新的筆電、主機和顯卡，並且以其冠名。隨著新的贊助商RC贊助，Fnatic是少數在國外最先擁有房地產的電競公司之一（位於南韓首爾）。另外其他贊助商還有Steelseries和Eizo。
目前FNATIC在許多遊戲都有經營自己的職業戰隊，其中包括反恐精英：全球攻势、Dota2、Halo、星海爭霸2、《虹彩六號：圍攻行動》和英雄聯盟等多支遊戲團隊。在眾多電競賽事如IEM、ESWC、KODES和CGS都有FN的蹤影。

## 英雄聯盟

### 隊員
- 法國 	Adam	"Adam" Maanane
- 比利时 Gabriël "Bwipo" Rau
- 德国  Elias   "Upset" Lipp
- 比利时	Yasin   "Nisqy" Dinçer
- 保加利亚 Zdravets "Hylissang" Iliev Galabov

Fnatic於2011年創立其英雄聯盟職業戰隊，網羅不少歐洲各地的電兢好手，他們也獲得成功，在2011年6月DreamHack夏季數碼節舉辦的英雄聯盟世界大賽S1（第一賽季）中，他們代表歐洲擊敗來自美國和東南亞等地的隊伍成為S1英雄聯盟總決賽的總冠軍，奪得5萬美金獎金。
Fnatic作為英雄聯盟裡的傳統勁旅之一，與CLG.NA、TSM、Curse和DIG等強隊齊名，並且引領出Europe流(EU流)打法（以下路遠程和輔助搭配穩農作為策略）。然而隨著英雄聯盟眾多競爭者的出線，FNATIC在2012年時已經不如以往強勁，2012年9月下路好手Lamia正式宣布退休。其後FNATIC在資格賽中輸給了勁敵M5跟CLG.EU，無緣挑戰2012年舉辦的S2英雄聯盟世界大賽。
在2013年的S3英雄聯盟世界大賽，Fnatic以強勢的打法在小組賽以7勝1敗的成績首名出線，並在8強賽以2:1擊敗北美冠軍戰隊Cloud 9。可惜於4強賽中以1:3不敵來自中國的皇族戰隊，以第3名結束世界賽之旅並獲得$150,000美金的獎金。
在2014年的歐洲常規賽中，Fnatic在賽季賽表現反覆，但最後仍能保持水準，以常規賽第二名進入季後賽。在8月舉行的季後賽決賽中以1:3不敵由前CLG.EU明星中路選手froggen所帶領導的Alliance戰隊，將會以歐洲第二種子身分參加英雄聯盟2014賽季世界大賽。
2014年9月初，Fnatic宣佈邀請2012年英雄聯盟世界大賽冠軍台北暗殺星戰隊劉偉健(Toyz)為其教練，協助團隊備戰即將舉行的英雄聯盟2014賽季世界大賽。
2014年11月尾，由於英雄聯盟2014賽季世界大賽的失利,隊內原上單sOAZ、中單xPeke、射手Rekkles先後離隊，而打野Cyanide則宣佈退休。
2015年1月8日，由於隊內4名選手的離隊，Fnatic不得不重新尋找選手韓國的上單選手Huni、原韓國IM戰隊打野Reignover、荷蘭的中單選手Febiven、法國的射手選手Steelback加入重整陣容。
2015年4月，重整陣容後的Fnatic戰隊以震驚世人之姿，一舉奪下了2015 EU LCS春季賽的冠軍，5月將會出戰季中賽Riot Mid-Season Invitational。
2015年5月9日，Fnatic戰隊獲得了Mid-Season Invitational的第3名，與台灣Ahq e-sports戰隊齊名,最後在淘汰賽以2比3的比分惜敗S3世界大賽的冠軍隊伍SK Telecom T1戰隊。
2015年5月14日，由於MSI的得勢，使得原來的AD選手Rekkles的回頭，而使AD選手Steelback離開。
2015年9月，Fnatic戰隊在英雄聯盟2015賽季世界大賽中打出亮眼的表現，在B組以首名出線並在8強以直落3:0擊敗中國的EDG戰隊。可惜在四強賽被韓國強隊KOO Tigers橫掃，以第3-4名完成本次世界冠軍賽。
2016年1月14日，上單Huni，打野Reignover轉戰LCS IMT，輔助YellOwStaR轉戰LCS TSM。取而代之的是前北美LCS Dignitas強力上單Gamus和前中國WE戰隊打野Spirit（前SSB打野）加盟FNC，Noxiak加入擔任輔助。
2016年2月16日，輔助Noxiak轉戰ROC，新血Klaj加入擔任輔助。
2017年世界大賽，在第一週小組0-3的情況下
，在第二週先負一場再四連勝進入八強，然而在八強賽碰到LPL第二種子RNG，被3-1打敗
2018年，Fnatic獲得LCS EU的春夏雙冠，在2018英雄聯盟季中邀請賽中，Fnatic小組第四出線，但在四強賽中0-3不敵RNG遭到淘汰。在英雄聯盟2018賽季世界大賽中，Fnatic在小組賽中憑藉與Invictus Gaming（IG）的加賽得以小組頭名出線，隨後以3-1與3-0的比分先後淘汰Edward Gaming與Cloud9，但在與IG的決賽中0-3落敗，屈居亞軍。
2019年LEC夏季賽奪下亞軍;並在2019年英雄聯盟世界大賽，在分到C組死亡之組後，第一週只贏下了一場，然而在第二週完成了3-0全勝，以4-2小組第二晉級，八強賽遇到了LPL第一種子FPX，被3-1淘汰
2020春夏都奪下亞軍，於2020年英雄聯盟世界大賽分到了C組，並且還是以4-2第二種子的身分晉級，八強賽遇到了LPL第一種子:Top Esports，在先拿下兩局的狀況下被翻盤，創下了世界大賽首次的讓二追三，以2-3不敵止步八強，隊中的明星AD Rekkles離隊。
2024年10月12日，在英雄联盟2024赛季全球总决赛瑞士轮第四轮比赛中，Fnatic不敌Weibo Gaming，最后以1-3的战绩无缘淘汰赛。

## 虹彩六號：圍攻行動
2018年4月，Fnatic與澳洲的《虹彩六號：圍攻行動》戰隊Mindfreak成員簽約，Magnet、Acez、RizRaz、Lusty、NeophyteR和教練Dizzle成為Fnatic《虹彩六號：圍攻行動》戰隊的成員。 
2020年，隊伍決定從亞太賽區的澳洲區加入日本賽區
2022年2月，Fnatic與隊長Magnet之外的隊員解約，並與日本戰隊Gut Gaming合併，正式加入《虹彩六號：圍攻行動》的日本賽區。

### 現役名單
| 國籍     | ID      | 姓名             | 角色 | 入隊日期   |
| -------- | ------- | ---------------- | ---- | ---------- |
| 澳大利亚 | Magnet  | Etienne Rousseau | 隊長 | 2018-04-12 |
| 日本     | CHIBISU | 浜下竜也         |      | 2022-02-26 |
| 日本     | YURA    | 高本尚喜         |      | 2022-02-26 |
| 日本     | LI9HT   | 大澤光           |      | 2022-02-26 |
| 日本     | LILY    | 山根和貴         |      | 2022-02-26 |
| 日本     | MERIEUX | 浅野司           |      | 2022-02-26 |
| 澳大利亚 | Dizzle  | Jayden Saunders  | 教練 | 2018-04-12 |

### 前任名單
| 國籍     | ID         | 姓名               | 角色   | 入隊日期   | 離隊日期   | 加入隊伍   |
| -------- | ---------- | ------------------ | ------ | ---------- | ---------- | ---------- |
| 澳大利亚 | NeophyteR  | Daniel An          |        | 2018-04-12 | 2019-03-?? | 0RGL3SS    |
| 澳大利亚 | RizRaz     | Ethan Wombwell     |        | 2018-04-12 | 2019-11-29 | 退役       |
| 澳大利亚 | Speca      | Ryan Ausden        | 第六人 | 2019-03-12 | 2019-11-29 | 無         |
| 澳大利亚 | Virtue     | Jake Grannan       |        | 2018-11-30 | 2020-03-03 | G2 Esports |
| 澳大利亚 | Acez       | Matthew McHenry    |        | 2018-04-12 | 2021-03-01 |            |
| 澳大利亚 | Tex        | Tex Thompson       |        | 2019-11-29 | 2021-12-09 | Knights    |
| 澳大利亚 | Stigs      | Riley Mills        |        | 2020-04-27 | 2021-12-09 |            |
| 法國     | Alphama    | Léo Robine         |        | 2021-02-26 | 2022-02-02 |            |
| 澳大利亚 | Lusty      | Jason Chen         |        | 2018-04-12 | 2022-02-25 | 退役       |
| 中国     | MentalistC | Zichen Patrick Fan |        | 2019-11-29 | 2022-02-25 | IG         |

## 知名玩家
- Sander "Vo0" Kaasjager (獵魔人,魔獸世界,雷神之錘) 2004 - 2007[10]
- Johan "toxjq" Quick (雷神之錘) 2004 - 2006[11]
- Laurens "Lauke" Plujimaekers (UT) 2004 - 2007[12]
- Patrik "f0rest" Lindberg (Counter-Strike) 2006 - 2010 (已轉至NiP並在CS:GO的項目中活躍)
- Patrik "cArn" Sättermon (Counter-Strike) 2006 - 2012
- Olof "olofmeister" Kajbjer (CS:GO) 2014 - 2017(已轉至FaZe Clan)